# Kinhin

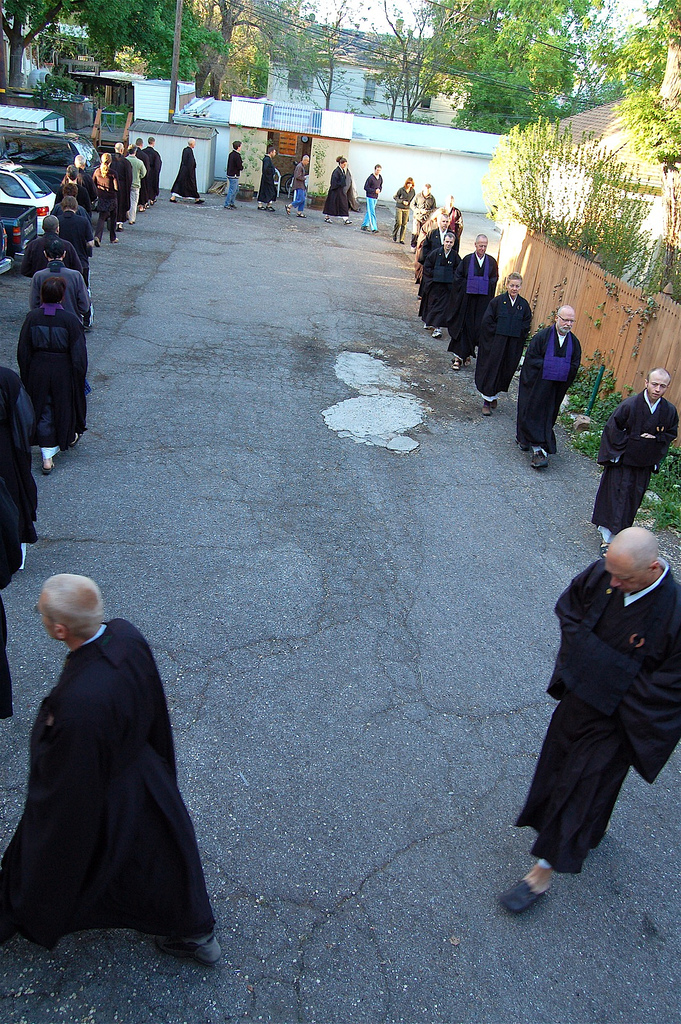
Miembros del Centro Zen Kanzeon durante el kinhin.

En el budismo zen, el kinhin (経行?) o kyōgyō (教行?) ―en japonés― es una forma de meditación que se hace caminando, generalmente luego de largos periodos de hacer la meditación sentada conocida como zazen.
Los practicantes caminan en dirección de las agujas del reloj, en torno a una habitación mientras mantiene sus manos en shashu (叉手), con la mano izquierda cerrada, mientras la derecha agarra o cubre la otra. Durante la meditación caminada cada paso se da luego de una completa respiración. El principio del kinhin se anuncia con dos campanadas (kinhinsho), y el final con una (chukaisho 抽解鐘 ‘el timbre para irse y desconectarse’).
En el chan chino, la meditación se hace con un pez de madera, que se toca con cada paso que se da.
El paso realizado durante esta meditación puede ser lento (un paso lento por cada respiración) o paso ligero, casi al punto de un lento trote.
El término consta del kanji kin (経 ‘pasar a través (como el hilo en un telar)’, con el sutra como significado secundario) y de hin (行 ‘caminar’). Tomado literalmente significa ‘caminar derecho atrás y adelante’. Puede traducirse pobremente como ‘meditación caminada o caminar meditando’. Kinhin tiene los matices de ‘caminar-lo-hablado’, ‘caminar las enseñanzas religiosas’, ‘sutra caminado’ o ‘caminar lo que está hablado en los sutras’.